# Corallobolus cruentus
Corallobolus cruentus – gatunek dwuparca z rzędu Spirobolida i rodziny Pachybolidae, jedyny z monotypowego rodzaju Corallobolus.
Gatunek i rodzaj opisane zostały w 2009 roku przez Thomasa Wesenera. Opisu dokonano na podstawie dwóch okazów: samca i samicy, odłowionych w 1995 roku.
Holotypowy samiec ma ciało o długości około 86 mm, złożone z 46 pierścieni, a paratypowa samica ciało długości 103 mm, złożone z 44 pierścieni. Głowa, wierzch metazonitów, telson, czułki i odnóża mają barwę krwistoczerwoną, zaś boki metazonitów i całe mezozonity są czarne (ubarwienie ostrzegawcze). Głowa ma po około 38 oczu prostych na każdym polu ocznym, ustawionych w 6 lub 7 pionowych rzędów. Nadustek ma dwie pary oszczecinionych dołków, a warga górna trzy nieregularne ząbki i rząd 10–12 szczecin brzeżnych. Każda żuwaczka ma zaokrąglony ząb zewnętrzny, trójwierzchołkowy ząb środkowy, pięć grzebykowatych lamelli i liczne poprzeczne bruzdy na płacie molarnym. Gnatochilarium ma po 3 szczecinki szczytowe na pieńkach i po 2 szczecinki na lamellae linguales. Collum jest nabrzmiałe. Ozopory zaczynają się od 6 segmentu ciała. Telson ma pierścień preanalny o ostrych krawędziach, niewystający poza dobrze rozwinięte, mikropunktowane walwy analne. U samca przednie gonopody mają smukły wyrostek mezalny dłuższy niż położony między nimi, wydłużony w trójkątny wyrostek sternit; ich telopodit jest wyraźnie dłuższy od wyrostka mezalnego i sam ma duży, zaokrąglony wyrostek oraz trójkątny processus retorsis. W tylnej parze gonopodów samca koksyty są pozbawione wyrostków i oddzielone cienkim szwem od ustawionych równolegle do siebie i w tej samej osi co koksyty telopoditów. Owe telopodity są duże, zaokrąglone, całkiem zesklerotyzowane, pozbawione wyrostków i ostrych krawędzi, o bocznej krawędzi wystającej ponad krawędź pośrodkową, która ma po stronie przedniej błoniastą zmarszczkę. Biegnący pośrodkową krawędzią tylnego gonopodu kanał nasienny rozdziela się tuż przed jego wierzchołkiem na błoniaste zmarszczki. 
Wij endemiczny dla Madagaskaru, znany tylko z północnej części Parku Narodowego Andohahela, gdzie zasiedla górskie lasy deszczowe. Jedyne znane stanowisko leży na 1200 m n.p.m. Występuje sympatrycznie z Aphistogoniulus. Międzynarodowa Unia Ochrony Przyrody umieszcza go w Czerwonej księdze gatunków zagrożonych jako gatunek zagrożony najmniejszej troski. Jego zasięg występowania oszacowano na 260 km². Głównym zagrożeniem w Parku Narodowym Andohahela jest trzebież żarowa tamtejszych lasów, jednak na razie nie dotyczy ona terenów górskich, które zasiedla ów wij.